# Józef Pruszyński
Józef Pruszyński herbu Rawicz – cześnik wołyński w latach 1761–1778, horodniczy łucki w latach 1757–1761, konsyliarz województwa wołyńskiego w konfederacji radomskiej w 1767 roku.
Był posłem województwa wołyńskiego na Sejm Repninowski. W załączniku do depeszy z 2 października 1767 roku do prezydenta Kolegium Spraw Zagranicznych Imperium Rosyjskiego Nikity Panina, poseł rosyjski Nikołaj Repnin określił go jako posła wrogiego realizacji rosyjskich planów na sejmie 1767 roku.